# Duna-Dráva Cement Kft.
A Duna-Dráva Cement Kft. (DDC) Magyarország egyik vezető cementipari társasága.

## Gazdasági adatok
Évi 2,2 millió tonnás cementgyártó kapacitás mellett éves konszolidált nettó árbevétele 2022-ben meghaladta a 112 milliárd forintot, és összesen közel 600 alkalmazottat foglalkoztat.

## Tulajdonosok
A DDC két német székhelyű építőipari társaság, a Heidelberg Materials és a Baustoffgruppe Schwenk 50-50 százalékos tulajdonában van. A Duna-Dráva Cement Kft. és leányvállalatai 2013. október 1-től pedig egységes vállalatként, DDC néven folytatják tevékenységüket.

## Gyárak és leányvállalatok

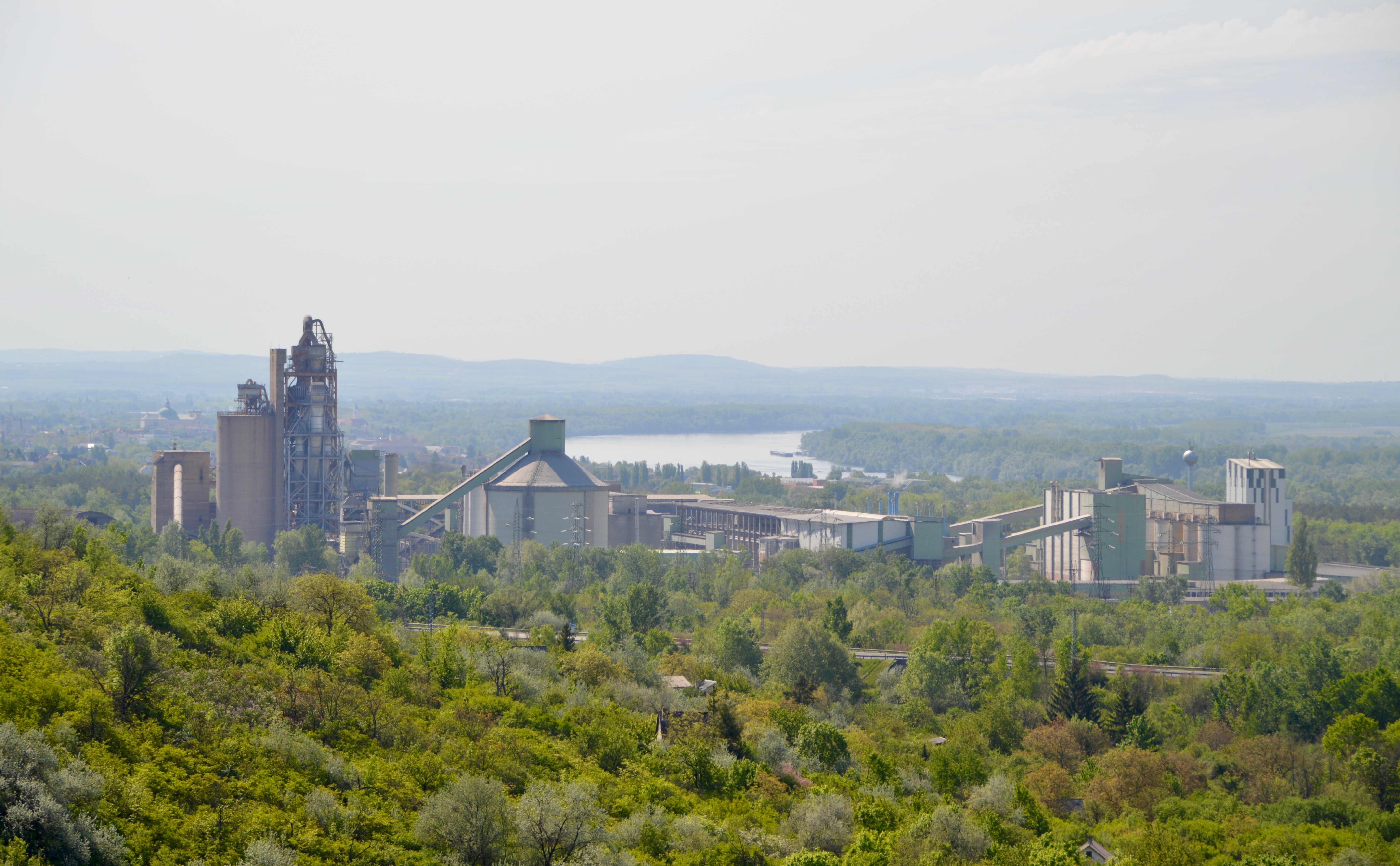
A váci cementgyár

A vállalat két, európai színvonalon is kiemelkedő technológiával működő cementgyárban folytat termelést: Dél-Dunántúlon a Beremendi Cementgyárban, és Pest megyében Vácott. A társaság portfóliójában a cementgyártás mellett fontos szerepet játszik a beton- és a kavicsüzletág, valamint a magas színvonalú betontechnológiai háttér is.  DDC tulajdonosa a TBG Hungária-Beton Kft.-nek, valamint a Dunai Kavicsüzemek Kft. -nek. Leányvállalatával, a  Beton Technológia Centrum Kft.-vel szorosan együttműködve üzemi gyártásellenőrzést működtet.
2019. január 1-jén több éves folyamat eredményeként a Readymix Hungária Kft. beolvadt a Duna-Dráva Cement Kft.-be.  A beolvadással jelentős mértékben, kétszeresére nőtt a társaság betonüzletága, és újabb bányákkal gyarapodott a kavicsbányászati és - értékesítési területe is. A felvásárlással a DDC - a cementgyártói piacon elért meghatározó szerepe mellett – tovább erősítette pozícióját a transzportbeton gyártás területén, valamint a Danubiusbeton Dunántúl Kft.-ben többségi tulajdont szerzett. A folyamat részeként egy új üzleti egységgel, térkőgyártással is bővült a vállalat kínálata.  
A Duna-Dráva Cement Kft. a Magyar Cementipari Szövetség tagja.
Az elmúlt években a vállalat felelős, családbarát munkáltatói és fenntarthatósági törekvéseit számos szakmai díjjal is elismerték.

### DDC Cementüzletág
A Duna-Dráva Cement Kft. Magyarország piacvezető cementipari társasága. Évente 2,2 millió tonnányi cementet állít elő. Jelenleg két hazai cementgyárban, Dél-Dunántúlon Beremenden; Pest megyében Vácott gyárt cementet. Összesen 11 típusból álló cement szortimentet gyárt, amelyben a cementfajták eltérő tulajdonságokkal rendelkeznek. Az alkalmazástechnikai tanácsadó munkatársak, a fővállalkozókkal szorosan együttműködve, a kivitelezés helyszínén végzett szakmai munkában is részt vesznek. 2014 őszén 7 terméke megkapta a rangos Magyar Termék, 4 cementterméke pedig a Hazai Termék minősítést.

### DDC Betonüzletág
A Duna-Dráva Cement Kft. Betonüzletága a vállalat transzportbeton-gyártó egysége. Az üzletág a DDC jóvoltából erős alapokon nyugvó, biztos háttérrel rendelkezik, ahol a transzportbeton-gyártás mellett a helyszínre szállítás és a betonpumpával történő továbbítás is a szolgáltatások közé tartozik.

### DDC Kavicsüzletág
A Duna Dráva Cement Kft. Kavicsüzletága bányáiban és telephelyein korszerű munkagépekkel végzi a kavics kitermelését, illetve feldolgozását. 

### Beton Technológia Centrum Kft.
A Beton Technológia Centrum Kft. adalékanyag, frissbeton és megszilárdult beton vizsgálatokat végez az építőipari kivitelező cégek, betonüzemek részére. Akkreditált laboratóriumai Budapesten, Dunaújvárosban és Debrecenben találhatóak, emellett Győrben is rendelkezik telephellyel.
Rendszeres, előírt mintavételekkel gondoskodik a Duna-Dráva Cement Kft. betontermékeinek állandó minőségéről. A Beton Technológia Centrum Kft. tevékenységének része a frissbeton mintavételéhez használatos sablonok és egyéb eszközök forgalmazása is. 

### Térkőgyártás
A DDC tevékenységi köre az elmúlt évek akvizíciós folyamatainak eredményeként egy új üzleti egységgel, a térkőgyártással is bővült. Az A Beton-Viacolor Térkő Zrt. a térkőgyártás területén szerzett több mint 30 évnyi tapasztalattal, négy üzemében alkotja meg kínálatát. Termékeit három kategóriába - Trend, Style és Standard – sorolja.

## Ügyvezetés
- Szilágyi Zsolt, elnök-vezérigazgató
- Jan Van Laar, pénzügyi igazgató

## Külső hivatkozások
- Dunai Kavicsüzemek Kft. Archiválva 2009. május 11-i dátummal a Wayback Machine-ben
- Beton Technológia Centrum Kft.
- Magyar Cementipari Szövetség